# 腹外侧视前核
腹外侧视前区（VLPO）是位于下丘脑前部的一个小神经元群。
腹外侧视前区是控制人們唤醒与睡眠的神经系统。在非快速动眼睡眠期间，腹外侧视前核會释放抑制性神经递质。
VLPO在睡眠期间处于活跃状态，特别是在非快速眼动睡眠（NREM睡眠）期间，并释放抑制性神经递质，主要是GABA和甘丙宁，它们抑制参与觉醒上升性觉醒系统的神经元。而VLPO又受到来自上升性觉醒系统多个组成部分神经元的支配。VLPO由内源性促进睡眠的物质腺苷和前列腺素D2激活。在清醒状态下，VLPO受到唤醒诱导神经递质去甲肾上腺素和乙酰胆碱的抑制。VLPO在睡眠和觉醒中的作用及其与睡眠障碍（特别是失眠和嗜睡症）的关系是神经科学研究的一个新兴领域。